# Big Bang (Bobbejaanland)
Big Bang is een waterglijbaan in het Belgische attractiepark Bobbejaanland en staat in het themagebied Desperado City. De attractie bestaat uit vier lichtblauwe polyester banen. De glijbaan is 10 m hoog. De attractie is in 1989 gebouwd door Aquatic en Van Egdom, en is identiek aan de Big Chute in Bellewaerde (die daar datzelfde jaar werd gebouwd).

## Rolband
Oorspronkelijk was het in Big Bang zo dat, net zoals bij dergelijke attracties, men het bootje beneden moest aannemen en zelf naar boven moest dragen op de trap. Na een tijd besliste het park dat dit "ondoenbaar" was en installeerde men een rolband in het midden, zodat de bootjes vanzelf naar boven worden getransporteerd. Opmerkelijk is dat tegenwoordig in andere parken de bootjes wel nog steeds naar boven moeten worden gedragen.
Het bedieningspaneel van de attractie boven in de toren werd achteruit geplaatst omdat de rolband daar uitkomt.
Met deze verbouwingen inbegrepen was de plaatsing van deze glijbaan in totaal goed voor een investering van 300.000 euro.

## Verloop
De bezoekers klimmen de trap op tot bovenaan de glijbaan. Eenmaal boven aangekomen neemt men een boot en neemt men plaats op een van de vier startplatformen. Daarna wordt het platform onder een hoek van 30° gebracht, waardoor de bootjes naar beneden glijden.
Afbeeldingen